# 伊恩·吉本斯
伊恩·里德·吉本斯（英語：Ian Read Gibbons，1931年10月30日—2018年1月30日），英国生物物理学家和細胞生物學家。他生前是加利福尼亞大學柏克萊分校分子與細胞生物學系訪問研究員。2017年，他與羅納德·韋爾因為他們關於微管馬達蛋白的研究，一同获得邵逸夫奖。他發現並命名動力蛋白，後來更發現動力蛋白只需要三磷酸腺苷（ATP）作為能量來源，便能在微管上行走。

## 早年生活及教育
吉本斯對科學的熱情始於其對收音機的興趣；童年的他曾自己建造一個收音機。1943年，他進入肯特郡法弗舍姆的伊莉莎白文法學校就讀，並開始對應用物理學產生興趣。經過在英國皇家空軍任雷達工程師的18個月，吉本斯於1951年進入劍橋大學國王學院主修物理學。本科畢業後，他留在劍橋大學繼續博士學位，以電子顯微鏡研究染色體在有絲分裂和減數分裂期間的移動。1957年获得博士学位後，吉本斯前往賓夕法尼亞大學擔任博士後研究員。一年後，他轉往哈佛大學生物學系當新成立的電子顯微鏡實驗室的主管。

## 學術生涯
在哈佛大學，吉本斯以電子顯微鏡研究一種名叫四膜蟲的原生動物的鞭毛和纖毛結構。1963年，他發現了在微管上的一類全新蛋白，並發表了其相片。兩年後，他隔離了該蛋白的兩部份，即其「雙臂」，同時命名其為「動力蛋白」。在哈佛大學的最後一年，吉本斯發現組成微管的蛋白跟鳥苷核苷酸有關，與肌動蛋白跟腺苷核苷酸不同，但沒有命名之，後來東京大學的毛利秀雄將其命名為微管蛋白。
1967年，吉本斯轉往夏威夷大學馬諾阿分校的基瓦羅海洋實驗室任副教授，方便得到大量海膽，因為海膽精子鞭毛較四膜蟲的鞭毛和纖毛更適合用作深入描述動力蛋白，後於1969年獲擢升為生物物理学教授。1970年代，吉本斯和妻子芭芭拉合作，發現鞭毛動力源於微管之間的滑動，而此滑動需要動力蛋白的ATP酶水解ATP後產生的能量。他其後更把此發現延伸至哺乳類動物，確認家牛精子鞭毛的動力機制跟海膽相同。此後，他的焦點轉移至動力蛋白的分子生物學。1991年，他和其團隊測定動力蛋白的最大亞基的DNA序列。1993年，吉本斯成為基瓦羅海洋實驗室主任。
1997年，吉本斯兩夫婦從夏威夷大學馬諾阿分校退休，以研究科學家身份往加利福尼亞大學柏克萊分校，在貝絲·布恩塞德（Beth Burnside）的實驗室開始半退休生活。2009年，布恩塞德關閉了她的實驗室，吉本斯轉任訪問學者。

## 獎項
- 邵逸夫生命科學與醫學獎 (2017年)[5]
- 日本學術振興會國際生物學賞（英语：International Prize for Biology） (1995年)[14]
- 美國細胞生物學學會E·B·威尔逊奖章 (1994年)[15]
- 皇家學會院士 (1983年)[16]
- 约翰·西蒙·古根海姆纪念基金会古根漢院士 (1963年)[17]

## 個人生活
吉本斯在哈佛大學時遇上他的妻子芭芭拉，兩人於1961年結婚。芭芭拉於2013年逝世，享年81歲，吉本斯亦在2018年離世。